# Блешно (Мазовецьке воєводство)
Блешно (пол. Błeszno) — село в Польщі, у гміні Радзанув Білобжезького повіту Мазовецького воєводства.
Населення — 267 осіб (2011).

## Демографія
Демографічна структура станом на 31 березня 2011 року:
|          | Загалом | Допрацездатний вік | Працездатний вік | Постпрацездатний вік |
| -------- | ------- | ------------------ | ---------------- | -------------------- |
| Чоловіки | 129     | 31                 | 82               | 16                   |
| Жінки    | 138     | 36                 | 61               | 41                   |
| Разом    | 267     | 67                 | 143              | 57                   |